# Szonolumineszcencia
A szonolumineszcencia hang hatására létrejövő fénykibocsátás.

## Felfedezése
A szonolumineszcencia jelenségét H. Frenzel és H. Schultes fedezte fel 1934-ben a kölni egyetemen, amikor a szonáron dolgoztak, illetve tőlük függetlenül N. Marinesco és J.J. Trillat írta le 1933-ban. Frenzel és Schultes filmet előhívó folyadékba ultrahang-fejet (transducer) helyeztek azzal a reménnyel, hogy az meggyorsítja az előhívási folyamatot. Ehelyett azt tapasztalták, hogy az előhívott filmen apró pontok láthatók, amelyek a folyadékban lévő buborékokból származó fényfelvillanásoktól keletkeztek, amikor bekapcsolták az ultrahangot. A jelenséget nem tudták elemezni a bonyolult környezeti viszonyok miatt. Ezt a jelenséget „többszörös buborék szonolumineszcenciának” hívják.
1989-ben Felipe Gaitan és Lawrence Crum bemutatott egy kísérletet, amely haladást jelentett a szonolumineszcencia megismerésében: előállítottak egy stabil, egybuborékos szonolumineszcens (SBSL) jelenséget: egy állóhullámban csapdába ejtett buborék fényt bocsátott ki minden egyes összenyomás után. Ez a technika lehetővé tette a jelenség szisztematikus vizsgálatát, mivel a komplex jelenséget leegyszerűsítette egy buborék jól ellenőrizhető vizsgálatára. A szonolumineszcencia iránt akkor nőtt meg ismét az érdeklődés, amikor feltételezték, hogy a buborék belsejében igen magas hőmérséklet keletkezik, 1 millió kelvin feletti. Az University of Illinois (Urbana-Champaign) kutatói 20 000 kelvint tudtak mérni.
A hidegháború éveiben az Amerikai Haditengerészet végzett kutatásokat a szonolumineszcencia jelenségével kapcsolatban.

## Tulajdonságok
Szonolumineszcencia jelensége akkor keletkezik, amikor egy kellően erős hanghullám egy folyadékban egy üreget kelt, majd az szétrobban.
A szonolumineszcencia jelensége laboratóriumban stabilan előállítható, amikor egy buborék keletkezik és összeomlik egymás után többször periodikusan, és közben fényt bocsát ki. Erre a célra akusztikus állóhullámot generálnak és a buborék az állóhullám maximumán helyezkedik el.
A szonolumineszcencia néhány jellemzője:
- A buborékból felvillanó fény időtartama igen rövid: 35 és néhány száz pikoszekundum hosszúságú, gyenge intenzitással: 1–10 mW
- A buborékok elég kisméretűek, 1 mikrométer átmérő nagyságúak, ez a folyadéktól függ
- Az egyedi buborékos szonolumineszcencia igen stabil jelenség. A fénykibocsátás frekvenciájának nagyobb a stabilitása, mint a hanghullámot létrehozó oszcillátoré
- Egy kis mennyiségű nemesgáz (mint például: hélium, argon vagy xenon) a buborék belsejében növeli a kibocsátott fény intenzitását

A vizsgálatok azt mutatták, hogy a buborék jelentős geometrikus instabilitáson keresztül megy át a Bjerknes-erők és a Rayleigh–Taylor instabilitási kritérium miatt.
Mérések tanúsága szerint a buborék hőmérséklete 2300K – 5100K, mely függ a kísérlet körülményeitől, a folyadéktól és a gáztól.
A Nature–ben publikáltak egy cikket arról a hipotézisről, hogy a buborék belsejében forró plazma állapot uralkodik. Megfigyelték az ionizációt és a gerjesztett energiát, mely 18 elektronvolt volt. Ebből arra következtettek, hogy a buborék belsejében legalább 20 000 kelvin lehetséges.

## Rayleigh–Plesset egyenlet
A buborék mozgásának a dinamikáját első közelítésben a Rayleigh-Plesset egyenlet írja le ( Lord Rayleigh és Milton Plesset után)
{\displaystyle R{\ddot {R}}+{\frac {3}{2}}{\dot {R}}^{2}={\frac {1}{\rho }}\left(p_{g}-P_{0}-P(t)-4\mu {\frac {\dot {R}}{R}}-{\frac {2\gamma }{R}}\right).}
Ez egy közelítést tartalmazó egyenlet, mely a Navier-Stokes egyenletekből származtatható és leírja a buborék átmérőjét (R) az idő (t) függvényében.
A {\displaystyle \scriptstyle \mu } a viszkozitás, ’p’ a nyomás és {\displaystyle \scriptstyle \gamma } a felületi feszültség. A felülpontozás az idő szerinti deriválást jelenti. Ez az egyenlet jó közelítést ad a buborék mozgására, akusztikusan vezérelt tér esetén, kivéve az összeomlás pillanatát. A szimulációk és a kísérletek tanúsága szerint az összeomlás pillanatában a buborék falának a sebessége meghaladja a hangsebességet a buborékon belül.

## A jelenség mechanizmusa
A szonolumineszcencia jelenségének mechanizmusa nem teljesen tisztázott. Több elmélet is forgalomban van: bremstrahlung sugárzás, koronakisülés, összeomlás indukált sugárzás, nem-klasszikus fény-proton alagúteffektus, elektrodinamikus jet.

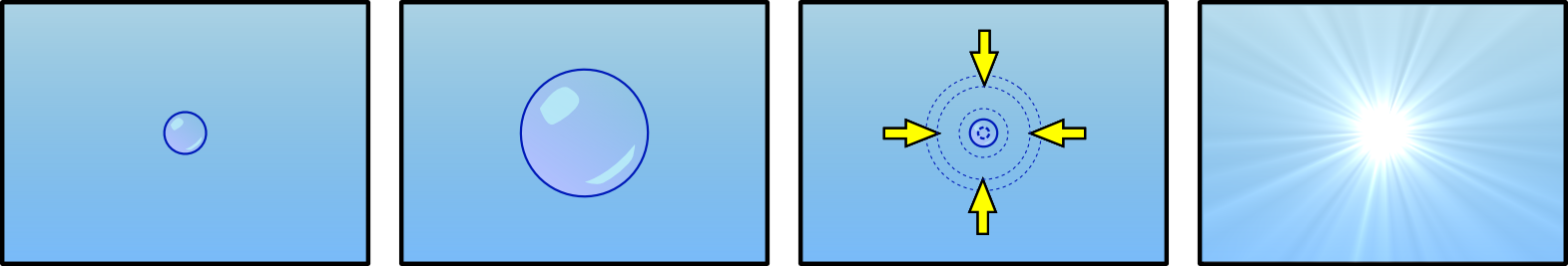
Buborék fénykibocsátása

Balról jobbra: a buborék megjelenése; lassú kiterjedés; gyors, hirtelen összeomlás; fénykibocsátás.
2002-ben M. Brenner, S. Hilgenfeldt és D. Lohse publikált egy 60 oldalas tanulmányt, amely a mechanizmus leírását tartalmazza. Lényeges tényező, hogy a buborék közömbös gázt tartalmazzon, mint az argon vagy xenon és változó mennyiségű vízpárát (a levegő közel 1% argont tartalmaz, és ez a mennyiség, amely eloszlik a vízben, túl nagy ahhoz, hogy szonolumineszcencia alakuljon ki. A koncentrációt csökkenteni kell az egyensúlyi érték 20-40%-ra). A kémiai reakció okozta nitrogént és oxigént el kell távolítani a buborékból, körülbelül száz kiterjedés-összeomlás ciklus után. Ezután a buborék világítani kezd. A buborék összeomlásakor a körülötte levő víz tehetetlensége miatt nagy nyomás és magas hőmérséklet keletkezik, közel 10 000 kelvin a buborék belsejében, amely a jelenlévő nemesgáz egy részét ionizálja. A szonolumineszcencia mágneses aspektusai jól dokumentáltak.

### Egzotikus magyarázatok
A szonolumineszcencia egyik egzotikus elmélete, amely népszerű figyelmet kapott, a „dinamikus Casimir-effektus”, melyet Julian Schwinger fizikus javasolt. Az elmélet később hibásnak bizonyult.

### Nukleáris reakciók
Egyesek azzal érvelnek, hogy a fent említett Rayleigh-Plesset egyenlet nem írja le megbízhatóan a buborék hőmérsékletének becslését és egy szonolumineszkáló rendszerben a hőmérséklet jóval 20 000 kelvin felett van. Egyes kutatók ezt a hőmérsékletet 100 000 kelvinre teszik, míg mások szerint elérheti az 1 millió kelvint is.
Ilyen magas hőmérséklet termonukleáris magfúziót okozhat. Ezt a lehetőséget szokták „buborék fúzió”-ként említeni. 2006. január 27-én a Rensselaer Polytechnic Institute (USA, New York) kutatói azt publikálták, hogy sikerült fúziót előállítani szonolumineszcens kísérlet során.

### Biológiai szonolumineszcencia
A pisztolyrákoknál (Alpheidae család) is megfigyelték a szonolumineszcencia egyik formáját, amikor speciális ollójukkal igen gyorsan pattintanak. Ekkor az összeomló buborékok hangot és fényt bocsátanak ki (kavitáció). Az ekkor keletkező fény kis intenzitású és szabad szemmel nem is látható. Amikor 2001-ben felfedezték a jelenséget, ez volt az első példa arra, hogy állatok is képesek ezt a hatást „előállítani”. Később kiderült, hogy van egy másik rákcsoport is, a sáskarákok (Stomatopoda rend), melyek olyan gyorsan támadnak ollójukkal, hogy közben szonolumineszcens jelenséget és kavitációt indukálnak.